# Agrargemeinschaft der Allander Urhausbesitzer
Die Agrargemeinschaft der Allander Urhausbesitzer ist ein bäuerlicher Interessenverband in Alland in Niederösterreich.
Die Geschichte der Agrargemeinschaft reicht mehr als 750 Jahre zurück. Basis der Gemeinschaft war ein Geschenk von Gertrud von Babenberg, Herzogin von Mödling, Titularherzogin von Österreich und der Steiermark, Nichte Herzog Friedrichs II. des Streitbaren von Österreich, des letzten Herrschers aus dem Haus der Babenberger in Österreich.
Die 22-jährige Gertrud (auch als Ducissa Austriae bezeichnet) verheiratete sich Mitte 1248 mit dem Markgrafen Hermann VI. von Baden, dem sie 1249 in Alland den männlichen Erben Friedrich I. von Österreich gebar. Aus Freude über die glückliche Geburt schenkte sie den 30 Allander Urhausbesitzern ausgedehnte Gründe, die bis heute Basis der Agrargemeinschaft sind. Darüber hinaus befreite sie sie weitgehend von Steuern und Abgaben.
Heute zählt die Gemeinschaft 24 Mitglieder, deren Teilhabe mit dem Hausbesitz (dem Urhaus) verbunden ist. Durch strenge Statuten werden die Weitergabe an die nächste Generation gesichert und Zersplitterung vermieden. Sie verwaltet einen Besitz von etwa 2,6 km². Zwei Drittel der Mitglieder sind nicht mehr in der Landwirtschaft tätig und erhalten den Fruchtgenuss als Geldwert. Einzelne Mitglieder der Urhausbesitzer sind am Betrieb von mittelgroßen Hackschnitzelheizungsanlagen, z. B. für die Volksschule in Alland, beteiligt.